# Socialistpartiet (Portugal)
Partido Socialista, PS, (svenska: Socialistpartiet) är ett socialdemokratiskt politiskt parti i Portugal.  Partiet grundades den 19 april 1973 i Bad Münstereifel i Västtyskland.  Partiordförande sedan 17 december 2023 är Pero Nuno Santos. 

## Historia
Partiet bildades den 19 april 1973 i den västtyska staden Bad Münstereifel av medlemmar ur Portugisisk socialistisk aktion (Acção Socialista Portuguesa) för att börja organisera ett fredligt uppror mot den fascistiska diktaturen i Portugal. 
Efter Nejlikerevolutionen (1974) och från och med 1975 fria val hölls var Portugal en demokrati och så partiet dominerat Portugals politik. I 30 år har Portugal varit en demokrati, 19 år av dessa har presidenten varit socialistisk och i 14 år har premiärministern varit socialistisk för klasslöst samhälle. Man har bland annat gjort Portugal till EU-medlem.
Sedan 2015 styrs landet av Socialistpartiet. Regeringen har fortsatt att föra en stram ekonomisk politik, men har också höjt pensionerna och minimilönerna och sänkt skatterna för låginkomsttagare. I valet 2019 stärkte PS sin ställning men lyckades inte nå egen majoritet och kommer därför att fortsätta att vara beroende av stöd från ett eller flera partier. António Costa har varit Portugals premiärminister sedan den 26 november 2015.

## Kända personer
Portugals förre president, Jorge Sampaio, är medlem i partiet, liksom den tidigare premiärministern och nuvarande generalsekreteraren för FN António Guterres. 
José Sócrates vann valet i oktober 2004 och efterträdde Ferro Rodrigues som partiledare. Motkandidater var Manuel Alegre och João Soares. Det var ett internt val bland partimedlemmar på partikongressen. Efter nyvalet 2011 förlorade PS regeringsmakten och José Sócrates avgick då som partiledare. António Costa: har varit sedan november 2014 ledare för Socialistpartiet.

### Partimedlemmar med betydande befattningar

#### Partiledare
- Mário Soares: 1973–1986
- Almeida Santos (tf.): 1986
- Vitor Constâncio: 1986–1989
- Jorge Sampaio: 1989–1992
- António Guterres: 1992–2002
- Ferro Rodrigues: 2002–2004
- José Sócrates: 2004–2011
- António José Seguro: 2011-2014
- António Costa: 2014-2023
- Pedro Nuno Santos: 2023-

#### Premiärministrar
- Mário Soares: 1976–1978, 1983–1985
- António Guterres: 1995–2002
- José Sócrates: 2005–2011
- António Costa: 2015-

#### Presidenter
- Mário Soares: 1986–1996
- Jorge Sampaio: 1996–2006
- Marcelo Rebelo de Sousa (2016–sittande)